# Clifford Mulenga
Clifford Mulenga (Kabompo, 5 augustus 1987) is een Zambiaans voetballer die doorgaans als linksbuiten speelt. In 2015 verruilde hij Ajax Cape Town voor ZESCO United. In 2005 debuteerde hij voor het Zambiaans voetbalelftal.

## Interlandcarrière
Op 5 juni 2005 maakte Mulenga zijn debuut voor het Zambiaans voetbalelftal. In de WK-kwalificatiewedstrijd tegen Togo mocht hij na 66 minuten invallen voor Ian Bakala.
In 2012 maakte hij deel uit van de Zambiaanse selectie die de Afrika Cup won.

## Erelijst

### Internationaal
Zambia
- Afrika Cup

2012